# Joan Cinnamos
Joan Cinnamos o Cinnamos o Joannes Cinnamus o Cinamus （en grec Kínamos, Ἰωάννης Κίνναμος, o Κ?ναμος), també esmentat com Sinnamus (Σίνναμος), fou un dels més destacats historiadors romans d'Orient i el principal de la seva època a Europa.
Va viure al segle xii i era un dels grammatici o notarii de l'emperador Manuel I Comnè (1143-1180). Les funcions dels notaris imperials, manats per un protonotari, eren gairebé les d'un secretari privat que tractava tant els afers privats com els estatals. Tenien una influència considerable en l'administració de l'Imperi. Cinnamos va estar al servei de Manuel I des de molt jove, probablement des de l'any en què l'emperador va pujar al tron, i el va acompanyar a totes les nombroses guerres que van tenir lloc a Àsia i a Europa.

## Biografia
Afavorit per aquestes circumstàncies, es va comprometre a escriure la història del regnat de Manuel, i la del seu predecessor i pare, l'emperador Joan II Comnè (Calo Joannes), i no hi ha una història escrita sobre aquell període que es pugui comparar amb la seva obra. El text està dividit en sis llibres complets i un d'inacabat, amb un llarg títol: Ἐπιτομὴ τῶν κατορθωμάτων τῷ μακαρίτῃ βασιλεῖ καὶ πορφυρογεννήτῳ κυρίῳ Ἰωάννῃ τῷ Κομνηνῷ, καὶ ἀφήγησις τῶν πραχθέντων τῷ ἀοιδίμῳ υἲῷ αὐτοῦ τῷ βασιλεῖ καὶ πορφυρογεννήτῳ κυρίῳ Μανουὴλ τὧ Κομνηνῷ ποιηθεῖσα Ἰωάννῃ βασιλικῷ γραμματικῷ Κιννάμῳ. Acaba bruscament al setge de Konya o Iconi per Manuel el 1176, i la resta fou perdut o eliminat, ja que Cinnamos era viu el 1180 quan Manuel I va morir, i se suposa que devia acabar tota l'obra. La part perduda havia de fer referència al breu regnat d'Aleix II Comnè, que va morir assassinat i d'Andrònic I Comnè.
Amb un gran coneixement de la història, Cinnamos parla dels esdeveniments del seu temps amb una opinió pròpia sobre els assumptes importants, bon coneixement dels temes que tractava, ja que participava a l'administració de l'Imperi i tenia la confiança de l'emperador Manuel. La visió que dona de la situació no es limitava a l'Imperi Romà d'Orient, perquè coneixia igualment el què passava a Itàlia, Alemanya, Hongria i els regnes bàrbars del voltant, sabia les intencions polítiques dels principats llatins d'Orient i dels imperis persa i otomà. Tenia una visió clara de l'origen del poder dels papes, que explica al cinquè llibre, que és una bona mostra de crítica històrica. Però de vegades ataca violentament al poder papal i jutja malèvolament als prínceps llatins. Elogia exageradament a Manuel I Comnè i escriu de forma interessada contra els seus enemics personals. L'estil de l'obra és concís i clar, excepte quan fa digressions poètiques, més espectaculars que belles.